# Stazione di Buttogno
La stazione di Buttogno della Società Subalpina Imprese Ferroviarie (SSIF) è una fermata ferroviaria della ferrovia Locarno-Domodossola ("Vigezzina").
Si trova fuori dal paese di Buttogno, ed è collegata ad esso tramite un sentiero.

## Strutture e impianti
La fermata è caratterizzata da una semplice tettoia, ed è dotata di un segnale meccanico (manovra a cura degli utenti) per la richiesta della fermata dei treni.

## Movimento
Al 2024 la fermata non è servita da alcun treno.